# 平等村
平等村（ひらしなむら）は山梨県東山梨郡にあった村。現在の山梨市中心部の西方、笛吹川右岸にあたる。

## 地理
- 河川：笛吹川

## 歴史
- 1875年（明治8年）1月 - 山梨郡正徳寺村・落合村・上岩下村・山根村・矢坪村が合併して平等村となる。
- 1878年（明治11年）7月22日 - 郡区町村編制法の施行により、平等村が東山梨郡の所属となる。
- 1889年（明治22年）7月1日 - 町村制の施行により、平等村が単独で自治体を形成。
- 1942年（昭和17年）7月1日 - 上万力村と合併して山梨村が発足。同日平等村廃止。

## 経済

### 産業
農業
『大日本篤農家名鑑』によれば、平等村の篤農家は萩原、廣瀬、根津、小川などがいた。

## 交通

### 鉄道路線
村域を鉄道省中央本線が通過したが、駅は所在しなかった。

## 名所・旧跡・観光スポット・祭事・催事
- 永昌院
- 岩下温泉
- 根津記念館（初代根津嘉一郎の生家）

## 出身・ゆかりのある人物
- 初代根津嘉一郎[2]（衆議院議員、東武鉄道社長）
- 武藤欣之助（広正社創業者） - 上岩下出身[3]。
- 森国造（衆議院議員、山梨県会議員、平等村長、山梨県農工銀行取締役）
- 森武臣（富国生命保険社長、森国造の養子）
- 小林やす（泉重千代に更新されるまで日本の最高齢記録保持者とされていた人物）
- 堀内英一（教育者、平等小学校［現・山梨小学校]訓導、日川高校生徒指導、叙勲者） - 平等村山根地区・矢坪地区などの山間部に出向き指導。